# Nissan P35
Der Nissan P35 ist ein von Nissan entwickelter Gruppe-C-Sportwagen-Prototyp, der in der Sportwagen-Weltmeisterschaft eingesetzt werden sollte. Der Wagen wurde von Nissans US-Motorsportabteilung Nissan Performance Technology Inc. (NPTI) entwickelt, die früher unter dem Namen Electramotive Engineering in den USA Rennen beschickt hatten und bereits für den erfolgreichen Nissan GTP ZX-Turbo verantwortlich waren. Die neue Prototypenserie sollte Mitte 1992 fertig sein und ab 1993 in Wettbewerben eingesetzt werden, allerdings führten wirtschaftliche Schwierigkeiten bei Nissan bald nach dem Beginn der Testläufe zur Streichung des Projektes und so wurde kein P35 jemals in einem offiziellen Rennen gemeldet.
Noch während der Entwicklung des P35 begann Nissans japanische Motorsportabteilung Nismo, an einer veränderten P35-Konstruktion zu arbeiten, die auf die All Japan Sports Prototype Championship angepasst werden sollte. Dieser Wagen, der als NP35 bekannt wurde, konnte ein einziges Mal in einem Rennen eingesetzt werden, bevor auch dieses Projekt beendet wurde. Dies waren die letzten Prototypen, die Nissan bis 1997 baute.

## Entwicklung
Am Ende der für den Nissan R90CK sehr erfolgreichen Saison 1990 in der Sportwagen-Weltmeisterschaft entschloss man sich, sich künftig aus diesem Wettbewerb zurückzuziehen und sich stattdessen auf den in der All Japan Sports Prototype Championship (JSPC) eingesetzten R90CP und den GTP-ZX-Turbo für die IMSA GT Championship in den USA zu konzentrieren. Regeländerungen in der Sportwagen-Weltmeisterschaft hätten Nissan gezwungen, anstatt ihrer Turbomotoren neuentwickelte Saugmotoren einzusetzen und alle Wagen entsprechend umzukonstruieren.
1991 überdachte Nissan seine Pläne nochmals, da in der JSPC jetzt auch die neueren Gruppe-C-Wagen erlaubt waren, die Nissans ältere Fahrzeuge auf die Plätze verweisen würden. Nissan wendete sich an NPTI, die Konzernabteilung, die für den Motorsport in den USA zuständig war und das IMSA-GT-Championship-Programm betrieben hatte. NPTI wurde beauftragt, ein neues Auto zu entwickeln und Nismo baute dazu einen neuen Motor, der den neuen Regeln entsprach.

### P35
Der P35 wurde von Yoshi Suzuka und Trevor Harris entworfen und zeigte wenig Ähnlichkeit zu den GTP-Wagen von NPTI, da nicht nur andere Regeln zu beachten waren, sondern sich auch andere aerodynamische Erfordernisse ergaben, die berücksichtigt werden mussten. Wasserkühler und Kühlöffnungen für die Bremsen fanden in der Schnauze Platz und die Ansaugöffnung für den Motor wurde über dem Cockpit angebracht. Die seitlichen Lufteinströmöffnungen an den senkrechten Flächen der Seitenverkleidung führen die Luft zu den Ölkühlern (und hatten auch besondere Grenzflächeneffekte). Es gab einen einteiligen, niedrigen Heckflügel, auch wenn ein doppelter Heckflügel kurz getestet wurde. Das Chassis des P35 sollte aus kohlenstofffaserverstärktem Kunststoff (KFK) entstehen, allerdings bestanden die ersten Testchassis schließlich teils aus Aluminium und teils aus KFK. Die Konstrukteure entschieden sich für diese Bauweise aus Gründen der Zeitersparnis, da NPTI kaum Erfahrung im Bau reiner KFK-Chassis hatte.
Nismo entwickelte einen neuen Motor mit einem Hubraum von 3,5 Litern, wie er nach den Regeln der Gruppe C vorgeschrieben war. Um wettbewerbsfähig zu sein, durfte er nicht einfach nur hoch drehen wie ein Formel-1-Motor, sondern musste eine hohe Standfestigkeit für Langstreckenrennen aufweisen. Nismo baute einen Motor mit 3.499 cm3 Hubraum, der sich VRT35 nannte, 630 PS (463 kW) entwickelte und bis 12.000 min−1 drehen konnte. Während Peugeot, Toyota und Mazda V10-Motoren einsetzten, war der VRT35 ein V12.
Nach der Einstellung des P35-Projektes 1992 hielt man den Wagen kurzzeitig für einen möglichen Nachfolger des NPT-90 in der IMSA GTP Championship, wenn man den VRT35-Motor durch einen aufgeladenen 3,0-Liter-V6 vom Typ VG30 ersetzt hätte, wie er im Vorjahreswagen eingesetzt war. So führte man Tests im Windkanal mit dem sogenannten 93GTP durch. Nissan aber sah sich anderweitig um und entschied sich für eine Teilnahme an den Indy 500-Rennen. Diese Entscheidung hatte aber nur kurze Zeit Bestand (obwohl man nun Indy-Cars im Windkanal entwickelte) und bald spürte auch die Muttergesellschaft die Auswirkungen der zunehmenden Rezession. Dies führte schließlich 1993 zur Schließung der NPTI.
Insgesamt entstanden drei P35-Fahrgestelle für Testzwecke.

### NP35
Während NPTI den P35 entwickelte, entschied Nismo, dass dieser Wagen – obwohl für die All Japan Sports Prototype Championship zulässig – nicht ideal für Japans kurze Rennstrecken war. Daher entschloss man sich bei Nismo, eine eigene Version des P35 mit größerem Abtrieb und einigen mechanischen Änderungen zu entwickeln.
Nismo nutzte Originalformen des P35 für ihre eigene Entwicklung, die als NP35 bekannt wurde. Nachdem Nismo Zugang zur Carbonfaserproduktion hatte, wurde das Fahrgestell des einzigen je gebauten NP35 im Unterschied zu dem des P35 komplett aus diesem Material gefertigt. Der V12-Motor VRT35 wurde ebenfalls überarbeitet und hatte dann eine höhere Leistung, weil die Rennen des JSPC nicht so lange dauerten und folglich die Standfestigkeit keine so große Rolle spielte.
Es wurde nur ein NP35 gebaut, bevor Nissan auch dieses Projekt aufgab.

### X-250
1996, als die NPTI geschlossen und die Sportwagen-Weltmeisterschaft, die All Japan Sports Prototype Championship und die GTP-Klasse in der IMSA GT Championship aufgegeben worden waren, nahm eine Gruppe ehemaliger NPTI-Mitarbeiter, unter ihnen John Christie, es selbst in die Hand, ein neues Auto für die IMSA-WSC-Klasse mit offenem Cockpit (Le Mans-Prototyp) zu bauen. Dafür wurde ein früheres P35-Fahrgestell (Chassis #01) herangezogen, von dem man die Cockpit-Abdeckung abschnitt und einen Überrollschutz sowie eine Cockpitabgrenzung zum Schutz des Fahrers anbrachte. Der VRT35-Motor wurde durch einen 3,4-Liter-V8 von Ferrari ersetzt. Das Team benannte den neuen Wagen X-250 zum Gedenken an die 250 Mitarbeiter, die durch die Schließung der NPTI ihre Anstellung verloren hatten.

## Renngeschichte
Der P35 wurde im Laufe des Jahres 1991 einige Male getestet, wobei meistens Johnny O’Commell fuhr. Die Testfahrten wurden unter anderem auf dem Mid-Ohio Sports Car Course und dem Daytona International Speedway durchgeführt. Der P35 wurde aber nie in einem Wettbewerbsrennen eingesetzt und ein Exemplar wurde nach Japan in die Nissan-Fabrik in Zama (Kanagawa) gebracht.
Der NP35 dagegen wurde durchaus in Wettbewerbsrennen eingesetzt, aber nur einmal. Das letzte Rennen der JSPC-Saison 1992 (und damit auch das letzte JSPC-Rennen überhaupt) fand am Mine Circuit statt, für das Nismo den einzigen existierenden NP35 meldete. Er musste in seiner Klasse gegen den Toyota TS010 und den Mazda MXR-01 antreten und war das langsamste Auto in der Qualifikation mit 5 Sekunden Abstand zum Nissan R92CP, welcher die Pole-Position errang. Im Rennen selbst zeigten sich beim NP35 viele mechanische Probleme, aber er konnte das Rennen beenden. Von den Wagen, die nicht ausgeschieden waren, belegte er den letzten Platz mit einem Rückstand von 25 Runden auf das Siegerfahrzeug Toyota TS010. Nach diesem ersten und letzten Rennen wurde der NP35 zusammen mit den P35 eingelagert. Nissan präsentiert die Fahrzeuge gelegentlich in Ausstellungen, insbesondere dem jährlichen Nismo-Festival.
Der X-250, der aus einem früheren P35 entstand, startete auch nur einmal in einem Wettbewerbsrennen, dem 12-Stunden-Rennen von Sebring 1997. Dort litt der Wagen an elektronischen Problemen und musste nach nur 21 Runden als erster Wagen das Rennen abbrechen. Der X-250 wurde nie wieder in Wettbewerbsrennen eingesetzt, wurde aber erhalten und nimmt heute an historischen Veranstaltungen teil.
Fahrgestell #02 des Nissan P35 steht heute in der Werkstatt der Motorsport-Ingenieure an der Coventry University. Es wird als Trainingsfahrzeug für Studenten des bekannten dortigen Bachelor-of-Motorsport-Engineering-Studiengangs eingesetzt.